# Spitz danese

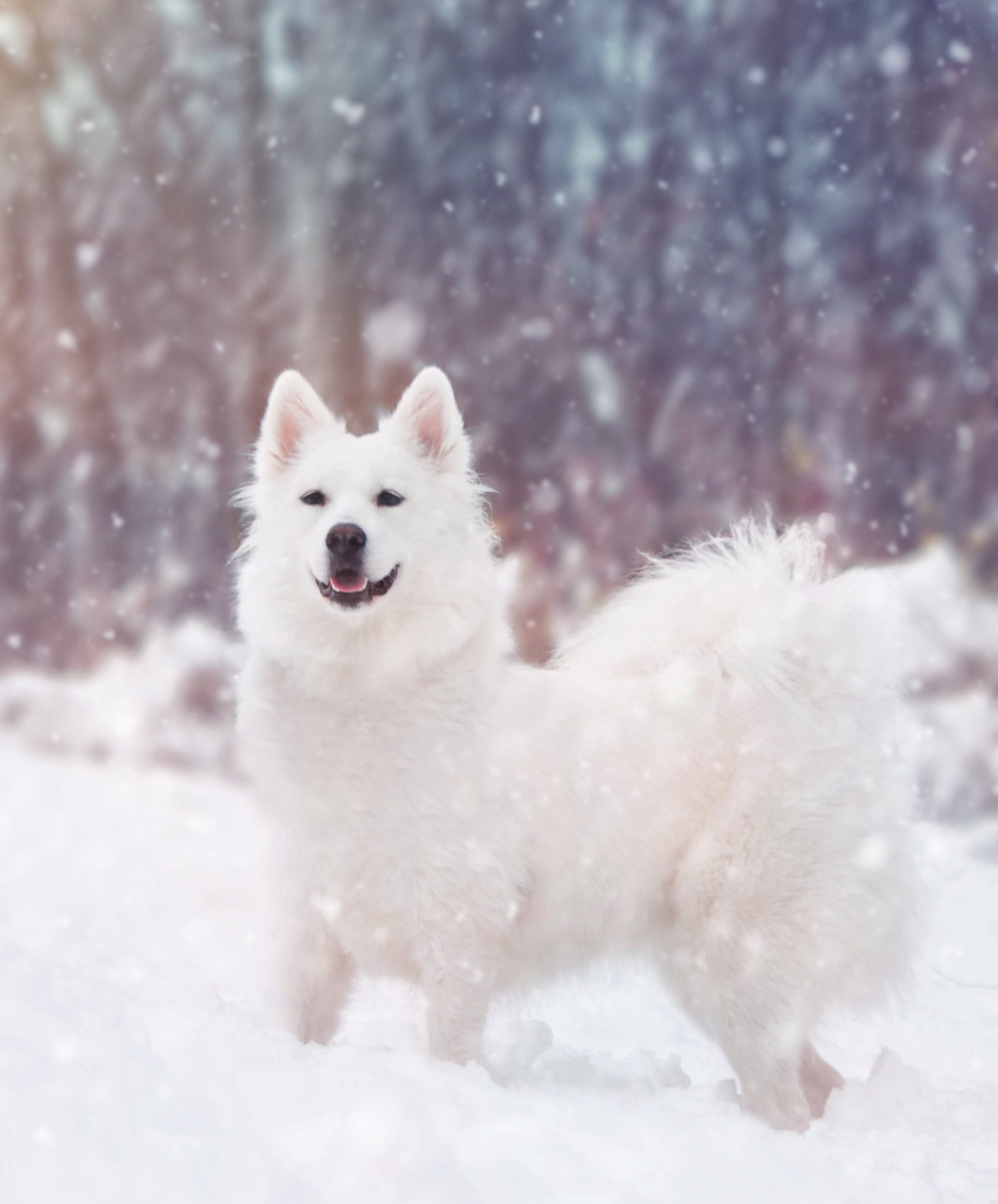
Spitz danese

Lo Spitz danese o Samoyed Spitz o Wolf Spitz o Greenland Spitz e White Spitz, è una razza canina originaria della Danimarca, che appartiene al gruppo dei cani Spitz. La razza è nota per essere un buon animale domestico di famiglia, in particolare perché è paziente con i bambini.
Oggi la razza è conosciuta come Spitz danese.
Dal 1 gennaio 2013 è stato reso possibile registrare i cani della razza in DKK – il Kennel club in Danimarca, registrato sotto la Fédération Cynologique Internationale. La razza non è ancora riconosciuta dalla FCI, ma è attualmente in fase di ricostruzione e registrazione nel registro X del Danish Kennel Club. È possibile esporre la razza in Danimarca e nei paesi nordici . Non essendo ancora ufficialmente riconosciuto, non è ancora molto conosciuto in Danimarca o nel resto del mondo.

## Caratteristiche
È un cane da fattoria, cane da guardia, cane da compagnia; eccellente come cane da guardia è molto vivace, amichevole, curioso e coraggioso.
È uno Spitz di medie dimensioni l'altezza al garrese per i maschi è di 43-49 cm e 39-46 cm per le femmine. La lunghezza del corpo è leggermente maggiore dell'altezza della spalla. Il muso ha la stessa lunghezza del cranio.
Il colore varia dal biancastro al biscotto.